# Букув (Сілезьке воєводство)
Букув (пол. Buków) — село в Польщі, у гміні Любомія Водзіславського повіту Сілезького воєводства.
Населення — 306 осіб (2011).
У 1975-1998 роках село належало до Катовицького воєводства.

## Демографія
Демографічна структура станом на 31 березня 2011 року:
|          | Загалом | Допрацездатний вік | Працездатний вік | Постпрацездатний вік |
| -------- | ------- | ------------------ | ---------------- | -------------------- |
| Чоловіки | 170     | 25                 | 120              | 25                   |
| Жінки    | 136     | 17                 | 80               | 39                   |
| Разом    | 306     | 42                 | 200              | 64                   |